# Länsväg 169
Länsväg 169 går hela sin sträckning på ön Tjörn (Tjörns kommun) mellan Myggenäs (vid väg 160) och Rönnäng.
Skyltning: Rönnäng och Stenungsund.
Den ansluter endast till
- Länsväg 160.

## Historia
Vägnumret infördes år 1985.
Före 1935 var detta endast en grusväg.

## Planer
Det finns planer på en förlängning söderut, en tunnel mellan Rönnäng och Tjuvkil i Kungälvs kommun. Tunneln skulle bli runt 7 km lång. Det är i första hand Tjörns kommun som driver planerna, delvis för att Länsväg 160 med Tjörnbron har för liten kapacitet i förhållande till trafikmängden, och det blir ofta stora bilköer. Kostnaden för tunneln är inte framtagen, men lär vara hundratals miljoner. Regeringen har inte med den i de närmaste årens planer.